# Feusines
Feusines é uma comuna francesa na região administrativa do Centro, no departamento Indre. Estende-se por uma área de 12,59 km². Em 2010 a comuna tinha 219 habitantes (densidade: 17,4 hab./km²).